# 何金文
何金文（1942年—），江蘇南京人，副研究館員。1967年畢業於雲南大學中文系，在軍墾農場和工廠任小報主編和理論教員等。1978年至今在四川省圖書館工作。四川省地方志協會理事，舊志整理委員會，四川省財政志編纂委員會委員，四川大學古籍研究所特約研究人員。《中國古籍善本書目》編輯委員會委員，並參與該書的初編、總編工作。主編《四川省古籍善本書聯合目錄》、《歷代漢州志》；著有《四川方志考》、《西藏志書述略》；點校《楊升庵叢書》之《南中集》，與王信東合點校民國《西藏志》。發表文獻學、目錄學、版本學、古籍評論等論文20餘篇，其中《宋元刻杜詩》等文受到國內外學者的重視。